# Chrono des Nations-Les Herbiers-Vendée féminin 2007
La 21e édition du Chrono des Nations-Les Herbiers-Vendée féminin a eu lieu le 21 octobre 2007. La course fait partie du calendrier international féminin UCI 2007 en catégorie 1.1. Elle est remportée par la Suédoise Susanne Ljungskog.

## Classements

### Classement final
| \| Classement général \| Classement général \| Classement général \| Classement général \| Classement général \| \| Coureur \| Coureur \| Pays \| Équipe \| Temps \| \| ------------------ \| ------------------ \| ------------------ \| ---------------------------------- \| ------------------ \| \| 1re \| Susanne Ljungskog \| Suède \| Flexpoint \| 29 min 21 s \| \| 2e \| Bridie O'Donnell \| Australie \| Australie \| + 23 s \| \| 3e \| Priska Doppmann \| Suisse \| Raleigh Lifeforce Creation HB \| + 40 s \| \| 4e \| Tereza Němcová \| Tchéquie \| Tchéquie \| + 46 s \| \| 5e \| Emma Pooley \| Royaume-Uni \| Team Specialized Designs for Women \| + 47 s \| \| 6e \| Sarah Düster \| Allemagne \| Raleigh Lifeforce Creation HB \| + 49 s \| \| 7e \| An Van Rie \| Belgique \| AA Drink-Cycling Team \| + 50 s \| \| 8e \| Marina Jaunâtre \| France \| Vienne Futuroscope \| + 1 min 00 s \| \| 9e \| Edwige Pitel \| France \| Uniqa \| + 1 min 18 s \| \| 10e \| Lada Kozlíková \| Tchéquie \| Uniqa \| + 1 min 27 s \| |                   |             |                                    |              |
| |                   |             |                                    |              |
| Source : Cycling Quotient |                   |             |                                    |              |
| Classement général |                   |             |                                    |              |
| Coureur | Coureur           | Pays        | Équipe                             | Temps        |
| 1re | Susanne Ljungskog | Suède       | Flexpoint                          | 29 min 21 s  |
| 2e | Bridie O'Donnell  | Australie   | Australie                          | + 23 s       |
| 3e | Priska Doppmann   | Suisse      | Raleigh Lifeforce Creation HB      | + 40 s       |
| 4e | Tereza Němcová    | Tchéquie    | Tchéquie                           | + 46 s       |
| 5e | Emma Pooley       | Royaume-Uni | Team Specialized Designs for Women | + 47 s       |
| 6e | Sarah Düster      | Allemagne   | Raleigh Lifeforce Creation HB      | + 49 s       |
| 7e | An Van Rie        | Belgique    | AA Drink-Cycling Team              | + 50 s       |
| 8e | Marina Jaunâtre   | France      | Vienne Futuroscope                 | + 1 min 00 s |
| 9e | Edwige Pitel      | France      | Uniqa                              | + 1 min 18 s |
| 10e | Lada Kozlíková    | Tchéquie    | Uniqa                              | + 1 min 27 s |